# داستان‌های موازی
داستان‌های موازی (به انگلیسی: Parallel Tales، به فرانسوی: Histoires Parallèles) فیلمی در حال ساخت در ژانر درام به نویسندگی و کارگردانی اصغر فرهادی است. ایزابل هوپر، ویرژینی افیرا، وینسنت کسل، پیر نینی، آدام بسا و کاترین دونو در این فیلم ایفای نقش می کنند.

## بازیگران
- ایزابل هوپر
- ویرجینی افیرا
- ونسان کسل
- پیر ناینی
- آدام بسا
- کاترین دنوو

## تولید
در آوریل ۲۰۲۵، اعلام شد که اصغر فرهادی فیلم «داستان‌های موازی» را در پاریس کارگردانی می‌کند و ایزابل هوپر، ویرجینی افیرا، وینسنت کسل، پیر نینی، آدام بسا و کاترین دونو به بازیگران این فیلم می‌پیوندند. همچنین اعلام شد که فیلمبرداری اصلی در پاییز ۲۰۲۵ آغاز می‌شود و اکران سینمایی آن برای بهار ۲۰۲۶ برنامه‌ریزی شده است.